# Aaron Lennon
Aaron Justin Lennon, angleški nogometaš, * 16. april 1987, Chapeltown, Leeds, Anglija, Združeno kraljestvo.
Lennon je nekdanji nogometni napadalec, dolgoletni član Tottenham Hotspura in član angleške reprezentance.